# Malacófago
Un animal malacófago (gr. μαλακός, "blando" y -φάγος, "que come") es aquel que se alimenta exclusiva o principalmente de moluscos. Son carnívoros especializados.
Muchas especies de peces globo y lochas encajan en esta categoría. Como la mayoría de los moluscos están protegidos por una concha, la técnica de alimentación que aplican muchos peces malacófagos es altamente especializada, usualemte dividida en dos grupos; "rompedores" y "succionadores". Los peces globo tienden a romper la concha usando su diente con forma de pico para tener acceso a la carne. Las lochas se especializan en succionar la carne, pudiendo hacer uso de su boca característica para arrastrar el animal que vive dentro de la concha.
En vertebrados, la dentición especializada en la trituración de conchas se presenta en forma de dientes robustos y globosos de cúspides aplanadas. En el caso de algunos peces y reptiles incluso con la presencia de placas dentarias en el paladar.